# Teoria wytrzymałości
Teoria wytrzymałości ma za zadanie odpowiedzieć na pytanie, jakie odkształcenia i jakie sił wewnętrzne są przyczyną powstawania w ciele bądź odkształceń trwałych, bądź też utraty spójności. Teoria ta rozwijała się przez cały wiek XIX i czyni postępy do dziś. W toku jej rozwoju sformułowano wiele różnych hipotez, starających się objaśnić opisane zjawiska, lecz hipotezy te poza tym, że są często między sobą sprzeczne, również nie zawsze pozostają w zgodzie z doświadczeniem, które jest kryterium rozstrzygającym. Na tle tych poszukiwań korzystnie odbijają się prace polskiego uczonego, Maksymiliana Tytusa Hubera, którego hipoteza wypowiedziana jeszcze w 1904 roku, została potwierdzona przez doświadczenia i przyjęta przez cały świat naukowy. Teoria wytrzymałości jest wykładana w dość obszernym zarysie na uczelniach technicznych.